# Carlos Centurión
Carlos Alberto Centurión (Paraná, Entre Ríos, Argentina, 14 de noviembre de 1956) es un exfutbolista argentino que jugaba como delantero.

## Trayectoria

### Almagro
Centurión debutó en Almagro en 1975. En su primer ciclo en el club, jugó hasta 1980. En 1986 volvió a la institución porteña.

### Newells
En 1979 se sumó a Newells, donde tuvo un corto paso.

### Huracán
En 1981 pasó a Huracán. Con el globo de Parque Patricios disputó el Campeonato Metropolitano 1981.

### Atlético Tucumán
De cara al Campeonato Nacional 1981, se mudó a San Miguel de Tucumán y se sumó a Atlético Tucumán.

### Banfield
Regresó a Buenos Aires en 1982 y se unió a Banfield. En el taladro disputó una temporada.

### Deportivo Morón
En 1983 pasó a Deportivo Morón. En el gallito jugó durante un año.

### Deportivo Español
En el año 1984 pasó a Deportivo Español. Con el gallego se coronó campeón de la B Metropolitana y logró el ascenso a primera.

### Flandria
En 1986 pasó a Flandria, donde se retiró del fútbol en 1988.

## Clubes
| Club              | País      |
| ----------------- | --------- |
| Almagro           | Argentina |
| Newells           | Argentina |
| Huracán           | Argentina |
| Atlético Tucumán  | Argentina |
| Banfield          | Argentina |
| Deportivo Morón   | Argentina |
| Deportivo Español | Argentina |
| Flandria          | Argentina |

## Palmarés
| Título          | Equipo            | País      | Año  |
| --------------- | ----------------- | --------- | ---- |
| B Metropolitana | Deportivo Español | Argentina | 1984 |